# Wiener FC 1898
Wiener FC 1898, WFC 1898 a fost un club de fotbal din Viena apărut în ultimul deceniu al Secolului al XIX-lea, în anul 1897. Nu se știe de ce clubul s-a numit Wiener FC 1898, s-a putut observa în presa vremii de la sfârșitul secolului al XIX și începutul celui de al XX-lea alte nume: Fußballklub von 98, FC 98 Wien, Wiener FC von 1898.

## Istoric
În anul 1861 ia ființă cel dintâi club sportiv vienez  Ersten Wiener Turnverein 1861 (Eng. First Vienna Gymnastic Club, Rom. Primul club de gimnastică din Viena). În 1887, Franz Xaver Kießling a introdus Pragraful arian în actele statutare ale clubului. Noua lege excludea non-arieni din asociație.  Prin urmre numărul asociației sportive s-a înjumătățit. Inițial erau 1100 de membri din care 480 evrei și alți 20 non-germani.
Membri evrei au fost determinați să fondeze o nouă asociație numită Deutsch-Österreichischen Turnverein Wien (Clubul de Gimnastică Germano-Austriac Viena). Mai târziu, în 1897 în cadrul acestei asociații, se va fonda secțiunea de fotbal: Wiener FC 1898.

## Cupa Challenge & Cupa Tagblatt
Încă din primul sezon al Cupei Challenge, Wiener FC 1898 s-a dscurcat onorabil jucând finala împotriva celei mai putenice echipe austriece Vienna Cricket and Football-Club. Desigur Cricketer s-a impus cu un neverosimil 7-0. În următorii anii WFC 1898 nu a mai intrat în finală dar a fost  de numai puțin de trei ori prezentă în semifinalele Cupei Challenge. 
Wiener FC 1898 a jucat și în Cupa Tagblatt o competiți de fotbal austriacă precusoarea ligii austriece de astăzi. Wiener FC 1898 a terminat competiția pe locul 3 de două ori consecutiv, dar din lipsă de jucători Wiener FC 1898 s-a desființat la finalul sezonul 1902-1903.

## Palmares
- Vice-Campioană Cupa Challenge 1897-1898
- Locul III în Cupa Tagblatt: 1901-1902, 1902-1903

## Jucători importanți
- Julius Wiesner